# Kuchyně Amerického jihozápadu

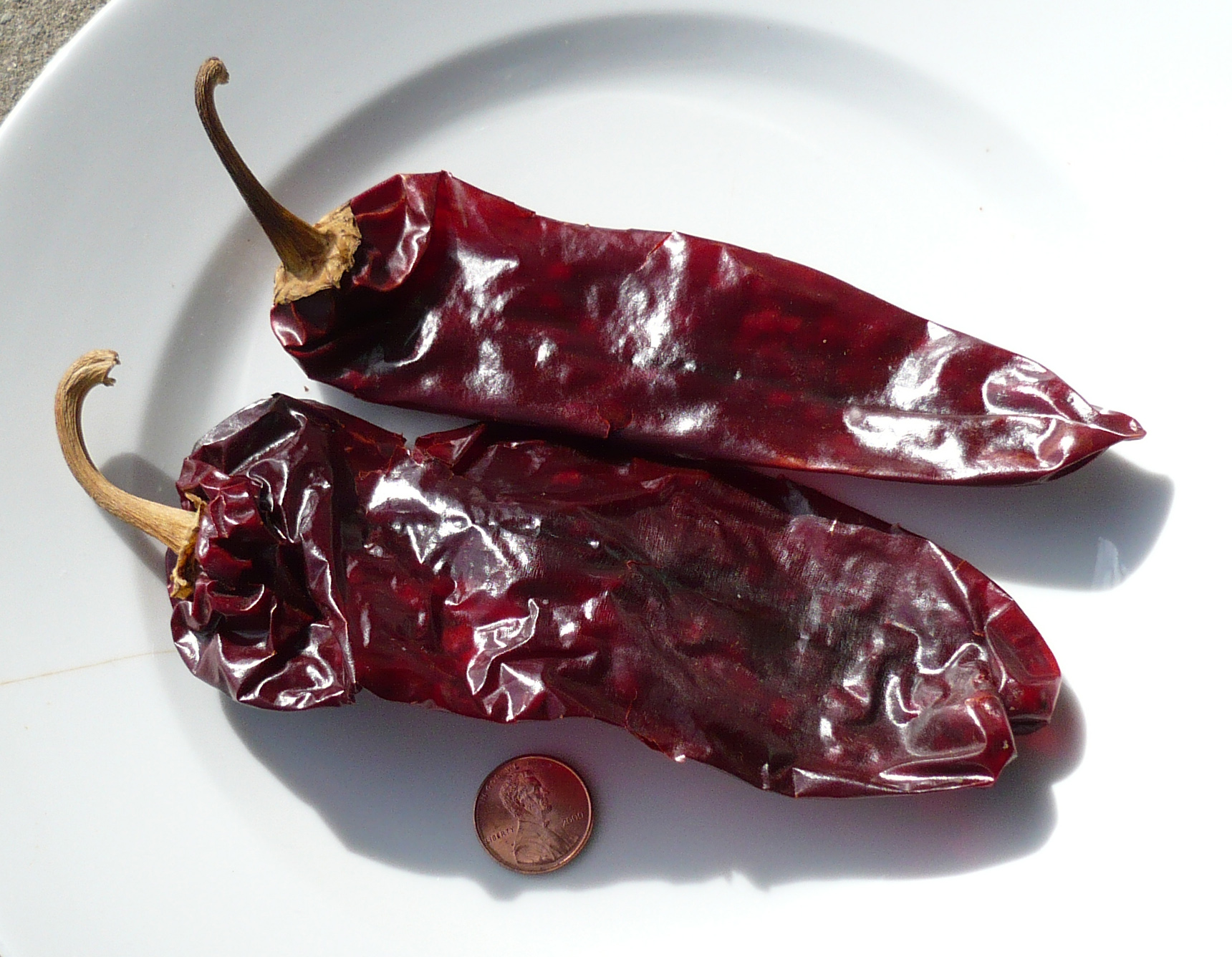
Sušené novomexické chilli

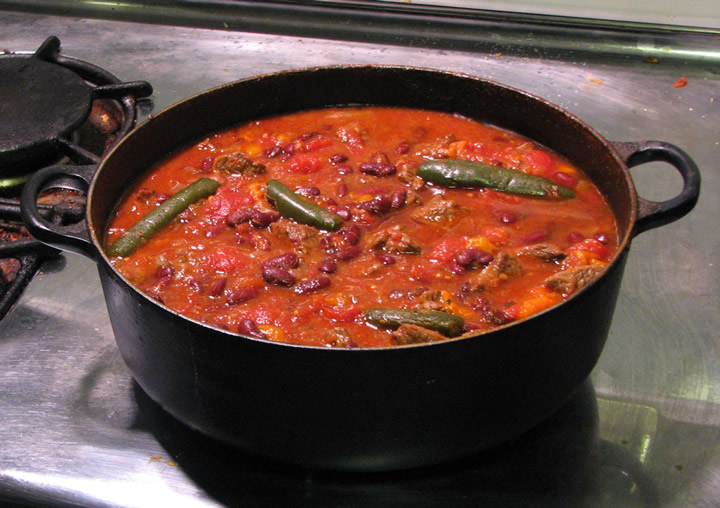
Chili con carne

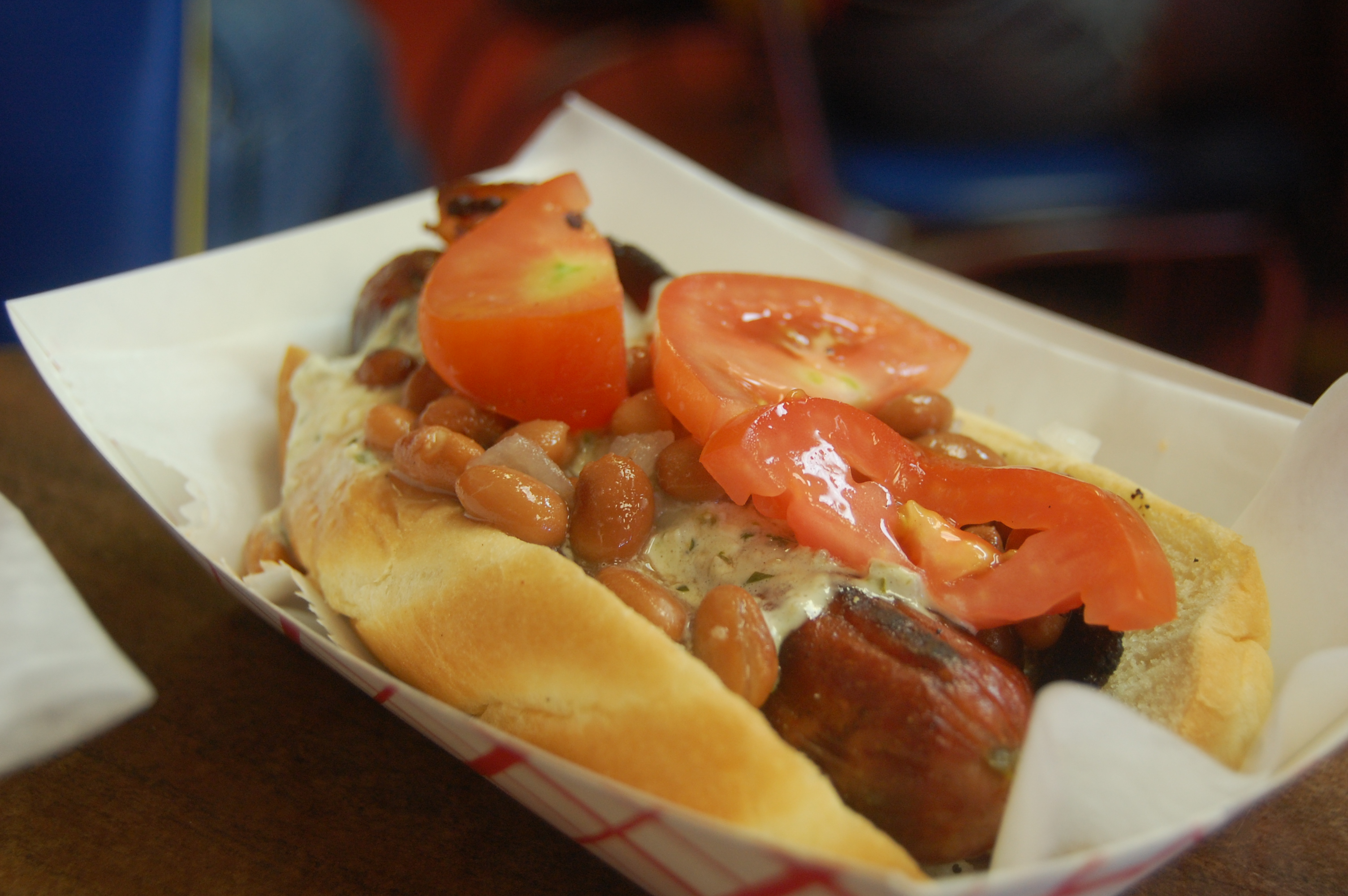
Sonoran hot dog

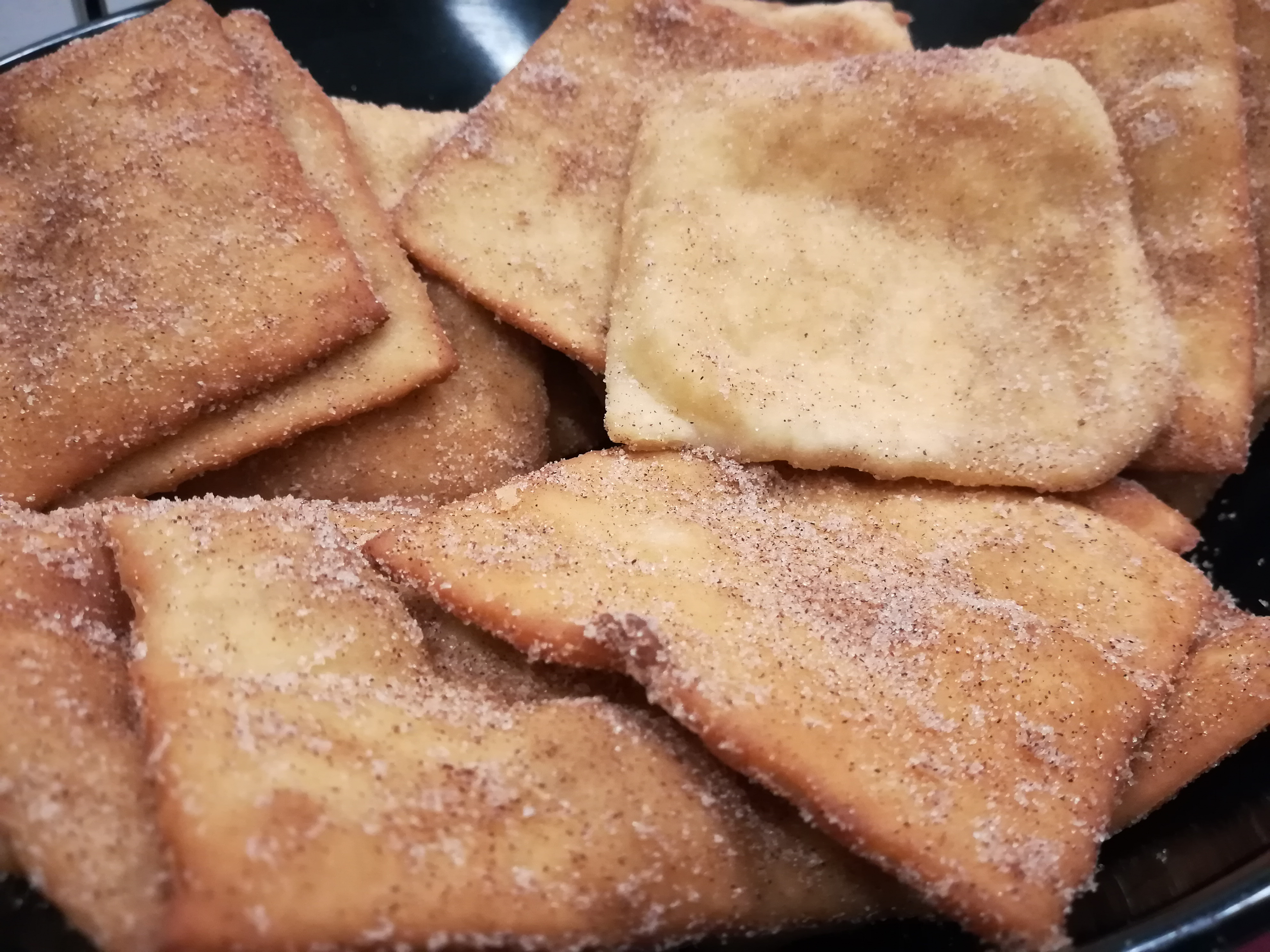
Sopapillas

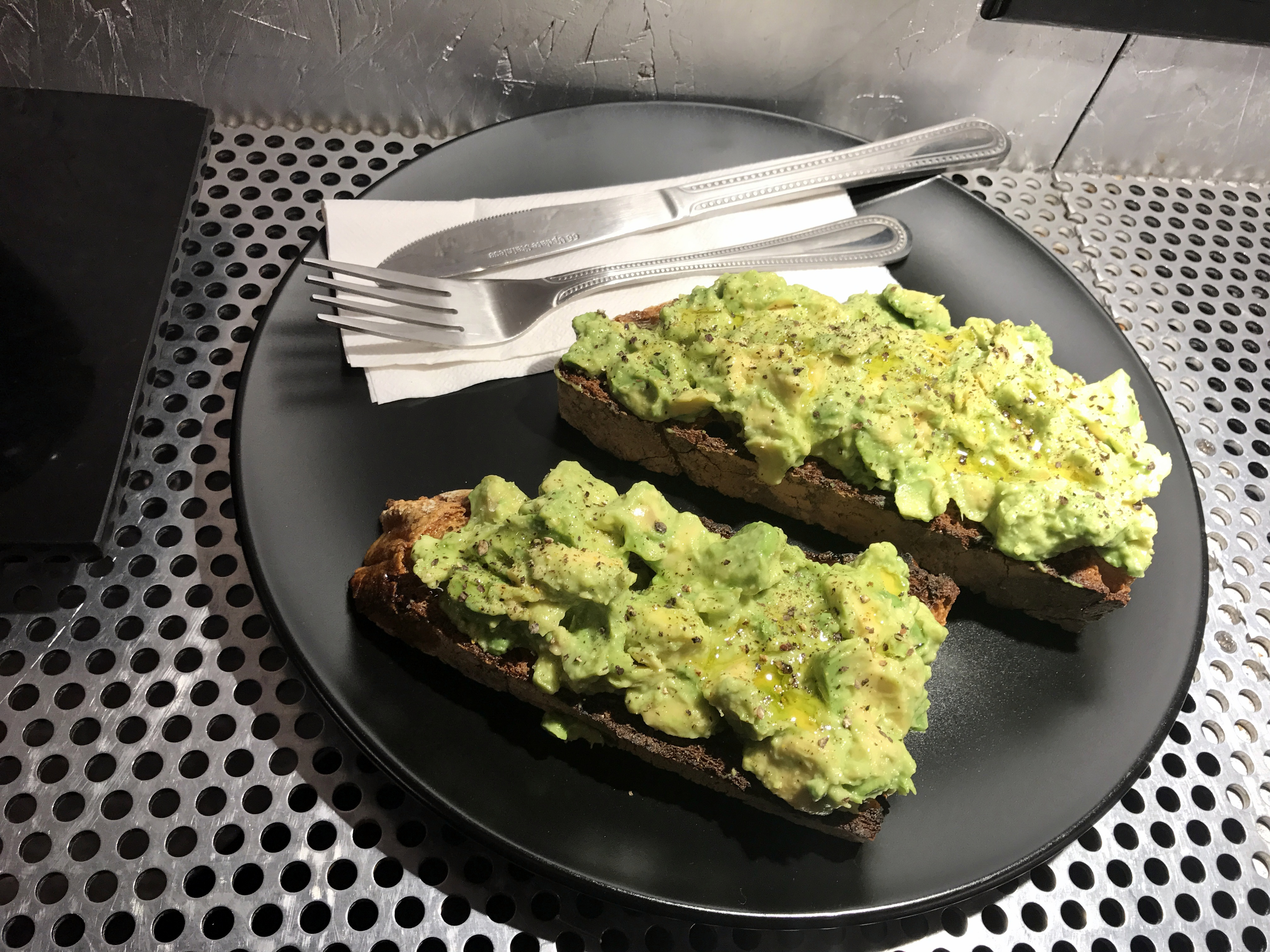
Avokádový toast (kalifornská kuchyně)

Jihozápadní kuchyně je kuchyně typická pro jihozápadní část USA, tedy pro státy Nové Mexiko, Arizona, Utah, Colorado, Nevada a Kalifornie (někdy se sem počítá i stát Texas). Kuchyně Amerického jihozápadu je v mnoha ohledech podobná mexické kuchyni, protože jihozápad USA až do americko-mexické války byl součástí Mexika, ale i proto, že na jihozápadě žije mnoho Mexičanů. Mezi základní suroviny Jihozápadu patří kukuřice, tykve a fazole. Na jihozápadě patří mezi nejpopulárnější pokrmy mexického pokrmu například burrito, tacos, chili con carne, huevos rancheros nebo nachos. Existují i čistě lokální speciality z místních surovin, například cactus fries (hranolky z opuncie). Jihozápadní kuchyně se ale v každé oblasti liší, a má mnoho regionálních specialit typických pouze pro jeden specifický region.
Jihozápad je známý pro svoje chilli. Novomoexické chilli je samostatný kultivar. Chilli se často suší, udí, chillli papričky se smaží, nebo se z nich vyrábějí pálivé omáčky.

## Regionální kuchyně

### Nové Mexiko
Novomexická kuchyně je velmi specifická, ale je populární i mimo Nové Mexiko, ve zbytku USA. Regionální kuchyně Nového Mexika byla ovlivněna tradicemi indiánského kmene Pueblo a španělských osadníků, kteří přišli do regionu Santa Fe de Nuevo México. Jak již bylo zmíněno, Nové Mexiko je známé svou produkcí chilli, nebo používáním piniových oříšků (piñon). Mezi pokrmy specifické pouze pro Nové Mexiko patří například breakfast burrito (snídaňové burrito, variace na mexické burrito, které je ale kromě pikantní omáčky plněné typickými snídaňovými pokrmy, například slaninou nebo míchanými vejci), bizcochito (malé sladké máslové sušenky, dochucené skořicí a anýzem) nebo sopaipilla (fritovaný bochánek podávaný jako příloha).

### Další regionální kuchyně
- Arizona má kuchyni velmi podobnou Novému Mexiku. Arizona je známá používáním jedlých kaktusů ve svých pokrmech (například v salátech). Nejtypičtější arizonskou specialitou je pravděpodobně Sonoran hot dog (americký hot dog, plněný kromě párku také fazolovou směsí, guacamole, jalapeños a salsou).
- Colorado má kuchyni také ovlivněnou Novým Mexikem, ale jsou zde patrné vlivy ze Skalnatých hor (používá se bizoní maso, jelení maso, pstruzi). Populárním pokrmem je rocky mountain oyster (býčí varlata fritované v těstíčku, typický pokrm po Skalnaté hory obecně).
- Kuchyně Utahu byla ovlivněna kulinářskými tradicemi mormonských osadníků, byla ale ovlivněna i mormonskými náboženskými pravidly (mormonství zakazuje konzumaci alkoholu, kávy nebo čaje, drží se různé půsty). Mezi nejtypičtější utažské pokrmy patří fry sauce (omáčka z kečupu a majonézy, podávaná k mnoha pokrmům), funeral potatoes (brambory zapečené se sýrem a smetanou) nebo Jell-O (želatinový dezert).[1]
- Kalifornská kuchyně byla kromě mexické kuchyně ovlivněna také kuchyní asijskou, proto mezi nejtypičtější kalifornské speciality patří suši ve stylu California roll (suši s avokádem). Kalifornská kuchyně je obecně známá právě používáním avokád, která se přidávají do mnoha pokrmů. Kromě toho je také Kalifornie známá svým vinařstvím.
- Kuchyně Nevady je také podobná kuchyni Nového Mexika, patrné jsou ale i vlivy kalifornské kuchyně, nebo Mormonů z Utahu, v menší míře je patrný vliv baskické kuchyně (původem baskický míchaný koktejl Picon Punch z likéru Amaro). V oblasti Las Vegas byla kuchyně ovlivněna tradicí bufetů a hotelů, proto se často podávají pokrmy jako cibulové kroužky, nebo krevetové koktejly.[2]